# Насыщение шины
Насыщение шины (англ. Bus saturation) — ситуация, при которой достигается предел производительности соединительных линий между компонентами вычислительной системы. Обычно является негативным явлением и означает, что компоненты, которые соединяет шина могли бы показывать более высокую производительность, если бы шина была быстрее.
Обычно понятие «насыщение шины» используют только для внутренних компонент вычислительной системы (в том числе и последовательных, таких как SATA, SAS и PCI-E), но не применяют к сетям (хотя, формально, низкая пропускная способность интернет-канала так же может быть отнесена к ситуации насыщения шины).

## Примеры
Для 16-битной ISA-шины, работающей на частоте в 8 МГц, насыщение шины наступает при потоке данных в 16 Мб/с (что соответствует обновлению изображения 1024х768 с 16-битным цветом 5 раз в секунду, что будет восприниматься как «тормозящая» отрисовка).
Для PCI-E v1 пропускная способность одной lane составляет 250 МБ/с (2000 Мб/с). Если сетевая карта 10G имеет интерфейс PCI-E x4, то её пропускная способность будет 8000 Мб/с, то есть насыщение шины PCI-E произойдёт раньше, чем насыщение сети, ограничивая производительность карты.